# Salomon Veit
Salomon Veit (geb. 6. November 1751 in Berlin; gest. 24. April 1827 ebenda) war ein deutscher, jüdischer Bankier.
Seine Eltern waren der Wollwarenhändler Juda(h) Veit (Singer) (geb. 1719 in Witzenhausen, gest. 8. Januar 1786 in Berlin), Sohn des Rabbiners Veit Singer, und dessen Ehefrau seit 1740, Beylle David, Tochter von Hirsch David (1700–1773), Inhaber einer Textil-Manufaktur in Potsdam. Unter Salomon Veits vier Brüdern waren David Veit (1753–1835) und Simon Veit (1754–1819). Mit diesen beiden Brüdern zusammen gründete Salomon Veit im Jahr 1780 das Berliner Bankhaus Gebrüder Veit. Die Firma wurde Ende 1823 geschlossen und Anfang 1824 von Salomons Neffen Uhde David Veit (1794‒1837) und Uhde Philipp Veit (1799‒1863) als Gebrüder Veit & Co. neu gegründet; sie bestand bis 1931 und war auf Börsengeschäfte spezialisiert.
Salomon Veit war Ältester der jüdischen Gemeinde Berlins und von 1809 bis 1822 das erste jüdische Mitglied der Berliner Stadtverordnetenversammlung. Er war auch Mitglied der Börsenkorporation in Berlin.
Er war verheiratete mit Male Marcus (1751–1820). Ihre gemeinsame Tochter Caroline Veit (1774–1857) heiratete ihren Onkel Philipp Veit (1758–1838), einen jüngeren Bruder ihres Vaters. Aus dieser Ehe ging unter anderem der Autor, Verleger und Politiker Moritz Veit (1808–1864) hervor.